# 聊泰小片
聊泰小片（根据《中国语言地图集》、《汉语官话方言研究》）是冀鲁官话石济片的一个分支，分布在河北省西南部和山东省中部。该小片北邻冀鲁官话沧惠片，西北为晋语和冀鲁官话石济片邢衡小片，南为中原官话，东为胶辽官话。

## 特征
1. 阴平一般读曲折调。
2. 日母字有一些地点读 /l/ 声母，如故城、淄博；有些是开口呼前读 /ʐ/，合口呼前读 /l/；也有地点，如德州，则是全读 /ʐ/。
3. 普通话 /n/ 尾字一般读鼻化元音。
4. 曾、梗摄入声洪音字多数地点读 /ei/ 韵母。